# シロガネヨシ

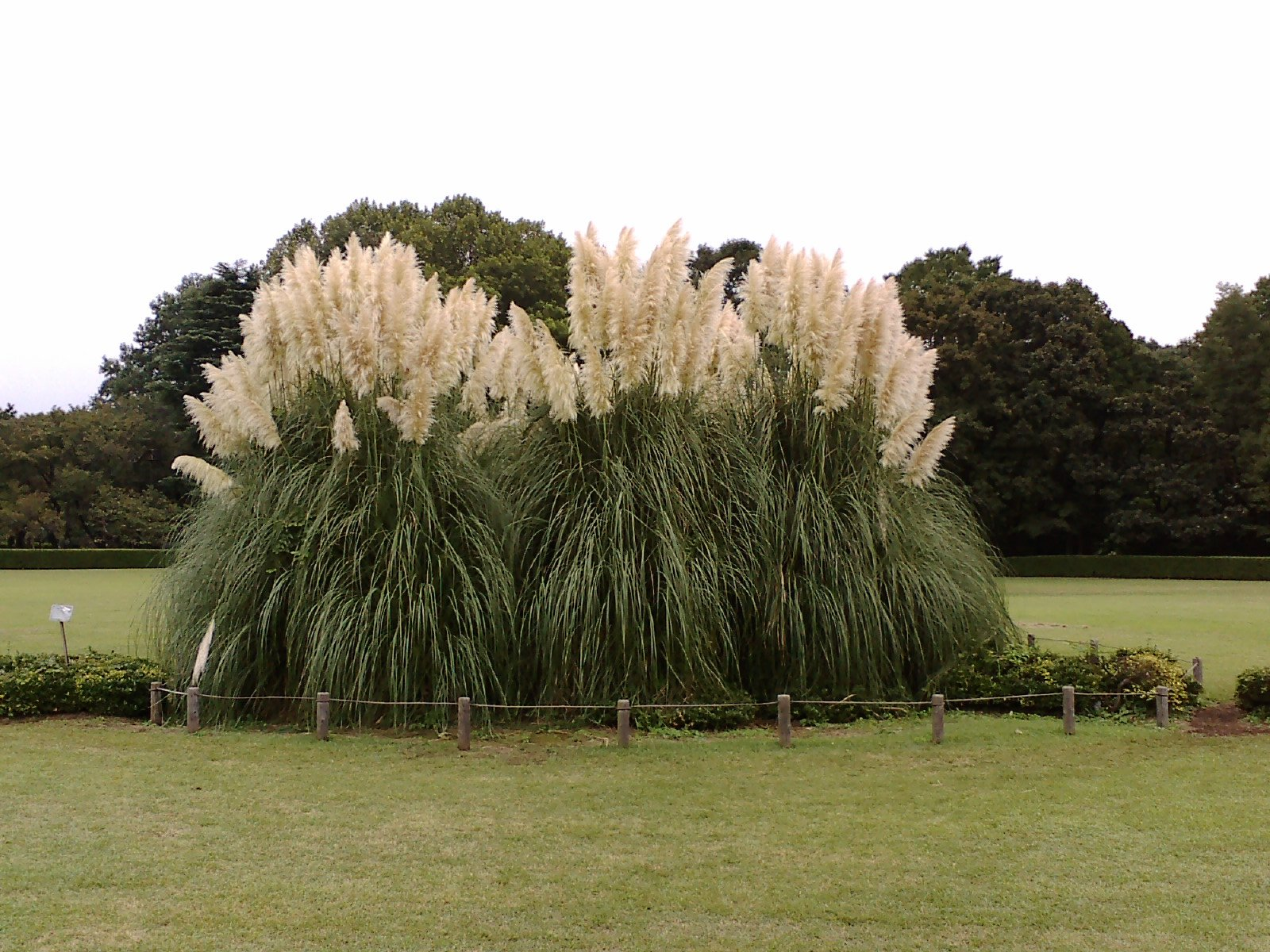
神代植物公園でのシロガネヨシ(撮影:2007年)

シロガネヨシ（学名: Cortaderia selloana）は、イネ科シロガネヨシ属の多年生植物。英名からパンパスグラスとも呼ばれる。

## 形態・生態
高さ2-3m程度と大きく成長し、細長い葉が根元から密生して伸びる。葉は縁が鋭い。
8-10月にかけて、垂直に立ち上がった茎に長さ50-70cmの羽毛のような花穂をつける。雄株と雌株があり、雄株の花穂は細長いのに対し、雌株は幅広く綿毛を持つ。色はややピンクがかった白銀色である。種類によっては矮性のものや、穂の色が紫色のものもある。

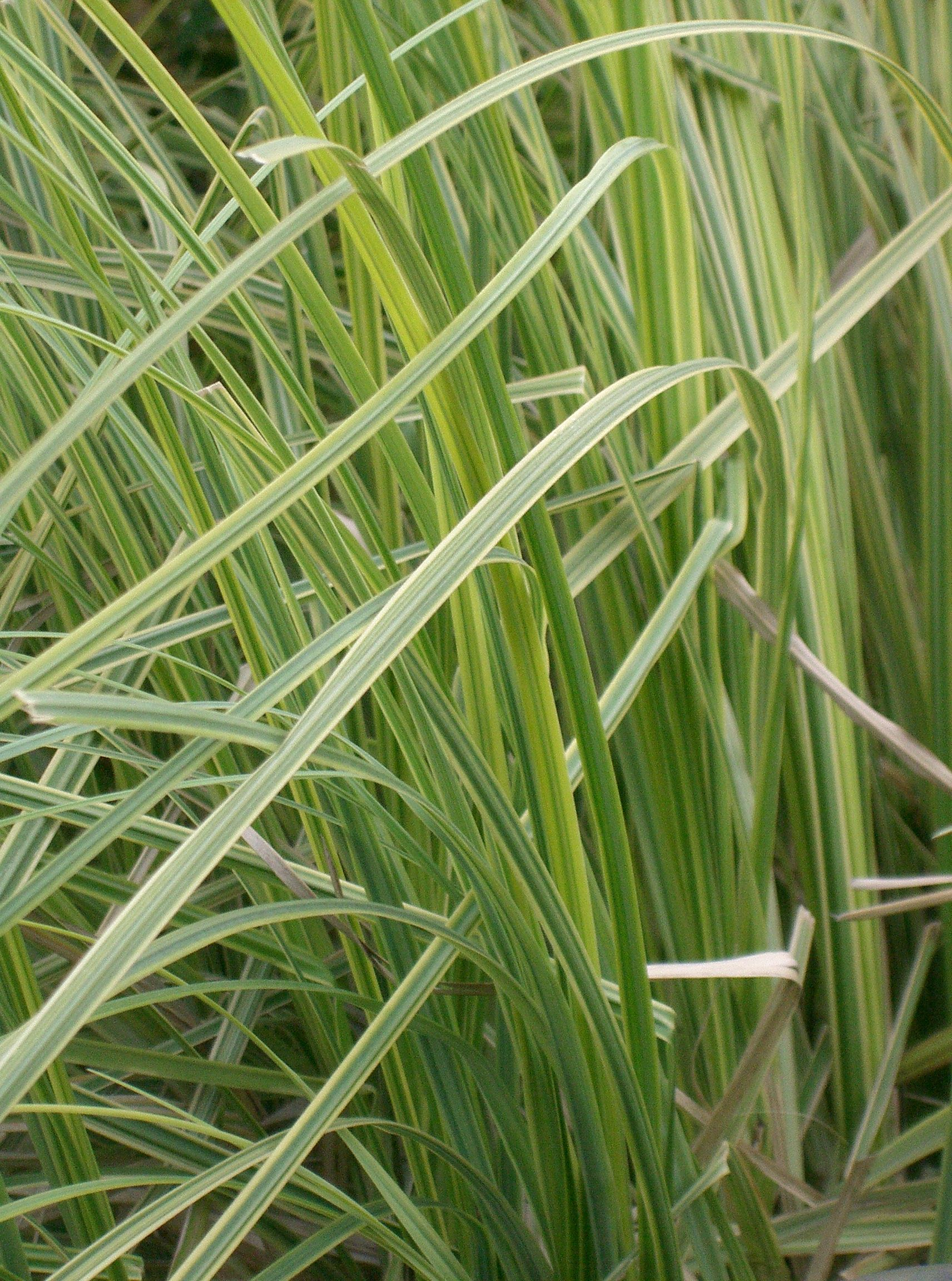
葉

## 分布
原産地はブラジル、アルゼンチン、チリなどの南米大陸の草原（パンパス）。各国で観賞用に栽培され、日本には明治時代に入ってきた。

## 人間との関わり
大きく成長し、花穂をつけた姿は見栄えがするので、公園・花壇の植栽や道路分離帯の緑化などに用いられる。また、花穂は活花やドライフラワーに使われる。
ススキに似た外見の割に高く育つため「お化けススキ」という俗称もある。
栽培には日当たりのよい場所を選ぶ。葉はススキと同様に皮膚を切りやすく、手入れや伐採時には手足を保護できる服装が望ましい。育成には手間がかからないが、寒さにはやや弱く、葉が茶色になる。ただし、関東地方までなら全体が枯れることはまずなく、翌春に新しい葉が出てくる。主に株分けで増やす。これは、穂の形状に個体差が出やすいので、同じ株から増やしたほうが群生した時に揃うためでもある。

## シロガネヨシ属
シロガネヨシ属（シロガネヨシぞく、学名: Cortaderia）は、イネ科の属の一つ。
- Cortaderia araucana
- Cortaderia atacamensis
- Cortaderia bifida
- Cortaderia boliviensis
- Cortaderia columbiana
- Cortaderia hapalotricha
- Cortaderia hieronymi
- Cortaderia jubata
- Cortaderia modesta
- Cortaderia nitida
- Cortaderia peruviana
- Cortaderia pilosa
- Cortaderia planifolia
- Cortaderia pungens
- Cortaderia roraimensis
- Cortaderia rudiuscula
- シロガネヨシ Cortaderia selloana
- Cortaderia vaginata

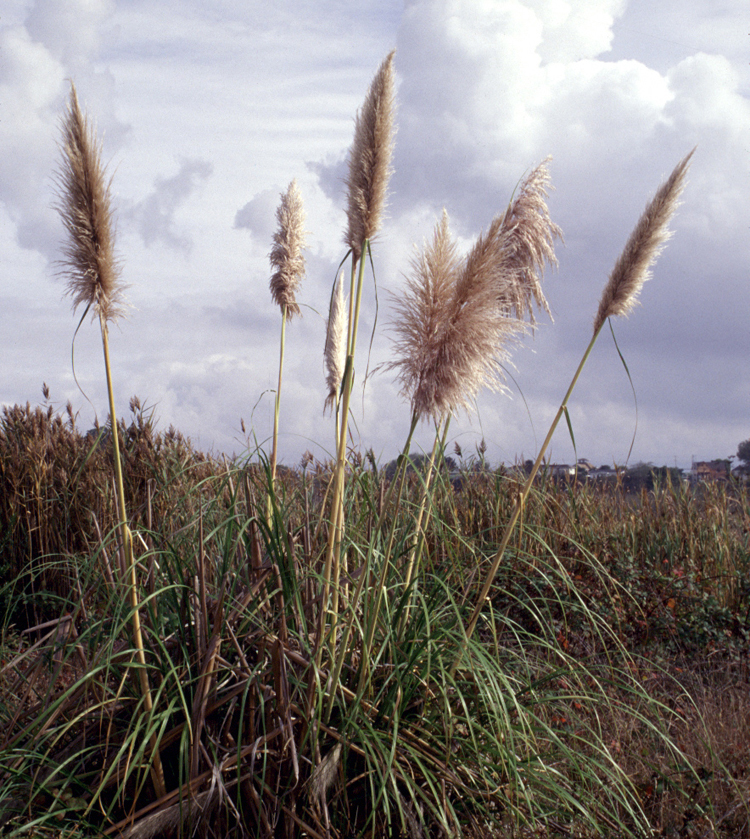

- Cortaderia jubata